# Ушна
Ушна — река во Владимирской области, левый приток Оки. Длина реки — 160 км. Площадь водосборного бассейна — 3060 км².
Река Ушна образуется у посёлка Добрятино, протекает по юго-востоку Владимирской области и впадает в Оку на уровне 71 м ниже города Муром. Средний уклон 0,324 м/км. Река является местом нереста ценных рыб, спортивного и любительского рыболовства. В бассейне Ушны расположены ДОЛ (Детские оздоровительные лагеря).[что?].
Крупнейшие населённые пункты на реке — села и посёлки Борисоглеб, Молотицы, Кондраково, Новлянка, Бутылицы, Красная Ушна.
Реку Ушну пересекает платная автомобильная дорога М-12.

## Притоки (км от устья)
Основные притоки: Варюха, Костянка, Колпь, Морозимо, Марса, Важель, Ванчуг, Эдон.
- 28 км: река Морозимо (пр)
- 42 км: река Колпь (лв)
- 101 км: река Костянка (лв)
- 109 км: река без названия, у с. Николо-Ушна (лв)
- 131 км: ручей Варюха (лв)

## Данные водного реестра
По данным государственного водного реестра России относится к Окскому бассейновому округу, водохозяйственный участок реки — Ока от города Муром до города Горбатов, без рек Клязьма и Тёша, речной подбассейн реки — бассейны притоков Оки от Мокши до впадения в Волгу. Речной бассейн реки — Ока.
Код объекта в государственном водном реестре — 09010301212110000030899.

## Ихтиофауна
В XVII веке в Оку и некоторые её притоки включая Ушну заходила на нерест каспийская кумжа.